# C21H21NO2
化学式C21H21NO2（摩尔质量：319.404 g/mol）可以指：
- 奥昔托隆，CAS号：26020-55-3
- 4-庚基苯甲酸-4-氰基苯基酯，CAS号：38690-76-5

|  | 这个同类索引页列出了具有相同分子式的化学物（即同分異構體）条目。 除非您是有意链接至本页，否则应将相应条目的内部链接指向正确的条目。 |